# Трка на 1.500 метара
Трка на 1.500 метара средњопругашка атлетска дисциплина. Трка на 1.500 метара се трчи 3 цела и три четвртине круга (на атлетским стазама дугим 400 метара). Ова дистанца је уврштена у програм Олимпијских игара први пут на Летњим олимпијским играма од 1896. На Светским првенствима, трка на 1.500 метара на програму је од првог Светског првенства 1983.
Оперећења на организам тркача слична су као и код трке на 800 метара, али са нешто већим нагласком на аеробну издржљивост и нешто мањим захтевом за брзином спринта. Трка на 1500 метара је претежно аеробна, али је потребна и анаеробна кондиција. Mаксимални капацитет мишића да извуче кисеоник из крви и акумулација лактата у крви су важне предиспозиције добрих перформанси код тркача на 1500 м.
У новије време трка на 1.500 метара је по пролазним временима постала блиска спринтерским временима. Тако је Хишам ел Геруж, када је истрчао светски рекорд од три минута, 26 секунди и нула стотинки, сваки круг од 400 метара трчао брже од 55 секунди. Током 1980их овом дисциплином су доминирали британски тркачи, да би касније најбољи били атлетичари из Марока, Алжира и Кеније. Међу женама, крајем двадесетог и почетком 21. века су доминирале такмичарке из Кине, да би потом примат преузеле атлетичарке из Кеније и Етиопије.
Најбржи међу мушкарцима постижу резултате од око 3:27 минута, што одговара средњој брзини од 7,24 m/s, или 26,08 km/h.
Најбрже атлетичарке ову дистанцу претрче за око 3:51 минута, што одговара средњој брзини од 6,49 m/s, 23,37 km/h.

## Мушки рекорди у трци на 1.500 метара на отвореном
(стање 14. новембар 2024)
|     | Резултат/м | Име                    | Држава                 | Место    | Датум            |
| --- | ---------- | ---------------------- | ---------------------- | -------- | ---------------- |
| СР  | 3:26,00    | Хишам ел Геруж         | Мароко                 | Рим      | 14. јул 1998.    |
| ОР  | 3:27,65    | Кол Хокер              | САД                    | Сен Дени | 6. август 2024.  |
| ЕР  | 3:26,73    | Јакоб Ингебригтсен     | Норвешка               | Монако   | 12. јул 2024.    |
| САР | 3:27,65    | Кол Хокер              | САД                    | Сен Дени | 6. август 2024.  |
| ЈАР | 3:33,25    | Хадсон Сантос де Соуза | Бразил                 | Ријети   | 28. август 2005. |
| АФР | 3:26,00    | Хишам ел Геруж         | Мароко                 | Рим      | 14. јул 1998.    |
| АЗР | 3:29,14    | Рашид Рамзи            | Бахреин                | Рим      | 14. јул 2006.    |
| ОКР | 3:29,41    | Оливер Хоар            | Аустралија             | Осло     | 15. јун 2023.    |
| РС  | 3:34,20    | Елзан Бибић            | Србија · АК Нови Пазар | Берн     | 4. август 2023.  |

## Женски рекорди у трци на 1.500 метара на отвореном
(стање 14. новембар 2024)
|     | Резултат/м | Име               | Држава                 | Место   | Датум               |
| --- | ---------- | ----------------- | ---------------------- | ------- | ------------------- |
| СР  | 3:49,11    | Фејт Кипјегон     | Кенија                 | Фиренца | 2. јун 2023.        |
| ОР  | 3:53,11    | Фејт Кипјегон     | Кенија                 | Токио   | 6. август 2021.     |
| ЕР  | 3:51,95    | Сифан Хасан       | Холандија              | Доха    | 5. октобар 2019.    |
| САР | 3:54,99    | Шелби Хулихан     | САД                    | Доха    | 5. октобар 2019.    |
| ЈАР | 4:05,67    | Летисија Вријезде | Суринам                | Токио   | 31. август 1991.    |
| АФР | 3:49,11    | Фејт Кипјегон     | Кенија                 | Фиренца | 2. јун 2023.        |
| АЗР | 3:50,46    | Јунксја Ку        | Кина                   | Пекинг  | 11. септембар 1993. |
| ОКР | 3:50,83    | Џесика Хал        | Аустралија             | Париз   | 7. јул 2024.        |
| РС  | 4:04,77    | Амела Терзић      | Србија · АК Нови Пазар | Талин   | 12. јул 2015.       |

### Листа 10 најбољих остварења атлетичара у дисциплини 1.500 метара[2]
| Позиција | Време   | Име                | Земља                | Датум            | Место    |
| -------- | ------- | ------------------ | -------------------- | ---------------- | -------- |
| 1        | 3:26,00 | Хишам ел Геруж     | Мароко               | 14. јул 1998.    | Рим      |
| 2        | 3:26,34 | Бернард Лагат      | Кенија               | 24. август 2001. | Брисел   |
| 3        | 3:26,69 | Асбел Кипроп       | Кенија               | 17. јул 2015.    | Монако   |
| 4        | 3:26,73 | Јакоб Ингебригтсен | Норвешка             | 12. јул 2024.    | Монако   |
| 5        | 3:27,37 | Нуредин Морсели    | Алжир                | 12. јул 1995.    | Ница     |
| 6        | 3:27,64 | Силас Киплагат     | Кенија               | 18. јул 2014.    | Монако   |
| 7        | 3:27,65 | Кол Хокер          | САД                  | 6. август 2024.  | Сен Дени |
| 8        | 3:27,79 | Џош Кер            | Уједињено Краљевство | 6. август 2024.  | Сен Дени |
| 9        | 3:27,80 | Јаред Нугус        | САД                  | 6. август 2024.  | Сен Дени |
| 7        | 3:28,12 | Ноа Нгени          | Кенија               | 11. август 2000. | Цирих    |

### Листа 10 најбољих остварења атлетичарки у дисциплини 1.500 метара[3]
| Позиција | Време   | Име               | Земља           | Датум               | Место  |
| -------- | ------- | ----------------- | --------------- | ------------------- | ------ |
| 1        | 3:49,04 | Фејт Кипјегон     | Кенија          | 7. јул 2024.        | Париз  |
| 2        | 3:50,07 | Гензебе Дибабе    | Етиопија        | 17. јул 2015.       | Монако |
| 3        | 3:50,30 | Гудаф Цегај       | Етиопија        | 20. април 2024.     | Сјамен |
| 4        | 3:50,46 | Ћи Јинсја         | Кина            | 11. септембар 2003. | Пекинг |
| 5        | 3:50,83 | Џесика Хал        | Аустралија      | 7. јул 2024.        | Париз  |
| 6        | 3:50,98 | Бо Ђијанг         | Кина            | 18. октобар 1997.   | Шангај |
| 7        | 3:51,34 | Јинглаи Ланг      | Кина            | 18. октобар 1997.   | Шангај |
| 8        | 3:51,92 | Ђинсја Ванг       | Кина            | 11. септембар 1993. | Пекинг |
| 9        | 3:51,95 | Сифан Хасан       | Холандија       | 5. октобар 2019.    | Доха   |
| 10       | 3:52,47 | Татјана Казанкина | Совјетски Савез | 13. август 1980.    | Цирих  |

## Освајачи медаља на највећим такмичењима
- Освајачи олимпијских медаља — 1.500 метара за мушкарце
- Освајачи медаља на светским првенствима на отвореном — 1.500 метара за мушкарце
- Освајачице олимпијских медаља — 1.500 метара за жене
- Освајачице медаља на светским првенствима на отвореном — 1.500 метара за жене